# Кан Кён Э
Кан Кён Э (кор. 강경애; 20 апреля 1907, Хванхэдо, Корейская империя — 26 апреля 1944) — корейская писательница.

## Биография
Родилась в провинции Хванхэдо, дочь слуги, в 5 лет лишилась отца. Переехав в другой город, мать вышла замуж за человека с 3 детьми. С 8 лет начала читать Сказание о Чхунчхян и проявила себя как успешный рассказчик и эссеист. За участие в сидячей забастовке была исключена из католической школы. Окончила среднюю женскую школу в Пхеньяне.
Присоединилась к так называемому «Движению Кюнухё», возникшему в 1927 году и ставившему своей целью «отмену социальной и юридической дискриминации женщин».
В 1931 году опубликовала роман «Мать и дочь» и переехала в Маньчжурию с мужем-коммунистом, где оставаясь домохозяйкой в течение 7 лет много писала и перестала писать книги в связи с запретом на публикации на корейском языке в 1938 году. Работала в филиале ежедневной газеты. Умерла через месяц после смерти своей матери.

## Работы
- Роман «Мать и дочь» («Омонива таль»).
- Роман «Проблема человечества» («Инган мунчже», 1934).
- Повести «Соль» («Согым», 1934), «Подземная деревня» («Чихачхон», 1936) и рассказы: «Отец и сын» («Пучжа»), «Эта женщина» («Кы ёдя», 1931—32), «Огород» («Чхэдён», 1933), «Тьма» («Одум», 1937), «Наркотики» («Маяк», 1938) и др.

Затрагивает в своих темах жизнь самых низших слоёв общества, а также проблемы феминизма.